# مریم اوزرلی
مریم اوزرلی ((به آلمانی: Meriem Uzerli) زادهٔ ۱۲ اوت ۱۹۸۳) بازیگر ترک‌تبار اهل آلمان است.

## زندگی‌نامه
مریم اوزرلی در ۱۲ اوت ۱۹۸۳ از پدری ترک به نام حسین و مادری آلمانی به نام اورسولا در کاسل آلمان زاده شد. او دو برادر و یک خواهر بزرگتر از خود دارد. خواهرش، جانان، موسیقی جاز می‌نوازد. مریم درس بازیگری را در شاوشپیل‌اشتودیو فرزه در هامبورگ خوانده‌است. معروف‌ترین نقش‌آفرینی او در نقش خرم سلطان در سریال تاریخی حریم سلطان بوده‌است. او در سال ۲۰۱۲ به‌دلیل همین نقش‌آفرینی برندهٔ جایزهٔ پروانهٔ طلایی بهترین بازیگر زن شد. مریم اوزرلی در سال ۲۰۱۳، به‌طور ناگهانی و به دلایلی نامعلوم، بازی در سریال حریم سلطان را رها کرد و از قسمت ۱۰۳ به‌بعد، وحیده پرچین جای او را در نقش خرم سلطان گرفت.
مریم اوزرلی پس از ترک ترکیه اعلام کرد که روابطش را با دوست‌پسرش، جان آتش، تمام کرده چرا که جان به او خیانت کرده‌است. همچنین گفت که از جان آتش بچه‌ای باردار است و قصد دارد که بچه را نگه دارد. در تاریخ ۱۰ فوریهٔ ۲۰۱۴ مریم دختری به نام لارا به‌دنیا آورد.

## فیلم‌شناسی

### فیلم‌ها
| سال  | عنوان                 | نقش              | یادداشت    |
| ---- | --------------------- | ---------------- | ---------- |
| ۲۰۰۹ | آخر هفتهٔ کاملاً دیوانه |                  |            |
| ۲۰۰۹ | خط                    | آنا              | فیلم کوتاه |
| ۲۰۰۹ | ستاره‌ها بر روی یخ     | دانشجو           |            |
| ۲۰۱۰ | سفر بی‌بازگشت          | مهماندار هواپیما |            |

### تلویزیون
| سال  | عنوان                | نقش       |
| ---- | -------------------- | --------- |
| ۲۰۰۸ | Inga Lindström       | بریتا     |
| ۲۰۱۰ | پرونده‌ای برای دو نفر |           |
| ۲۰۱۱ | حریم سلطان           | خرم سلطان |
| ۲۰۱۶ | بلک میرور            |           |
| ۲۰۱۶ | ملکه شب              | سلین      |